# Talise
Le talise (ou talisi ou tolo) est une des langues des Salomon du Sud-Est, parlée par 12 500 locuteurs (1999) à Guadalcanal, de la côte sud-est à sud-ouest. Ses locuteurs se répartissent en  5 944 en Talise, 2 087 en Moli et 4 494 en Koo. Les dialectes sont : Talise, Tolo, Moli, Poleo, Koo (Inakona), Malagheti.